# حياة بوفراشن
حياة بوفراشن هي باحثة وسياسية وعالمة نفس ومستشارة مغربية.

## سيرتها

### النقابة
تعملُ بوفراشن أخصائية نفسية من خلال التدريب، وأنشأت المُنظمة المغربية للمساواة الأسرية في عام 2002 والتي تهدف إلى دعم الأسر المُستضعَفة في محاربة الفقر، والتي لا تزال تترأسها.

### الخلفية السياسية
في عام 2012، التحَقت بوفراشن بِالمكتب السياسي لِحزب الأصالة والمعاصرة. وفي 2016، انتُخبت عضوًا في القائمة الوطنية خلال الانتخابات التشريعية مُمثلة حزب الأصالة والمعاصرة. وهي عُضو في البَرلمان من نفس الحزب، وعضو في لجنة التربية والثقافة والاتصال.
وهي أيضًا النائب الثامن لرئيس مجلس النواب.